# ديفيد إف. كاتلر
ديفيد إف. كاتلر (بالإنجليزية: David F. Cutler)‏ هو عالم نبات بريطاني، ولد في 1939.